# 9月1日
9月1日（くがつついたち）は、グレゴリオ暦で年始から244日目（閏年では245日目）にあたり、年末まではあと121日ある。

## できごと

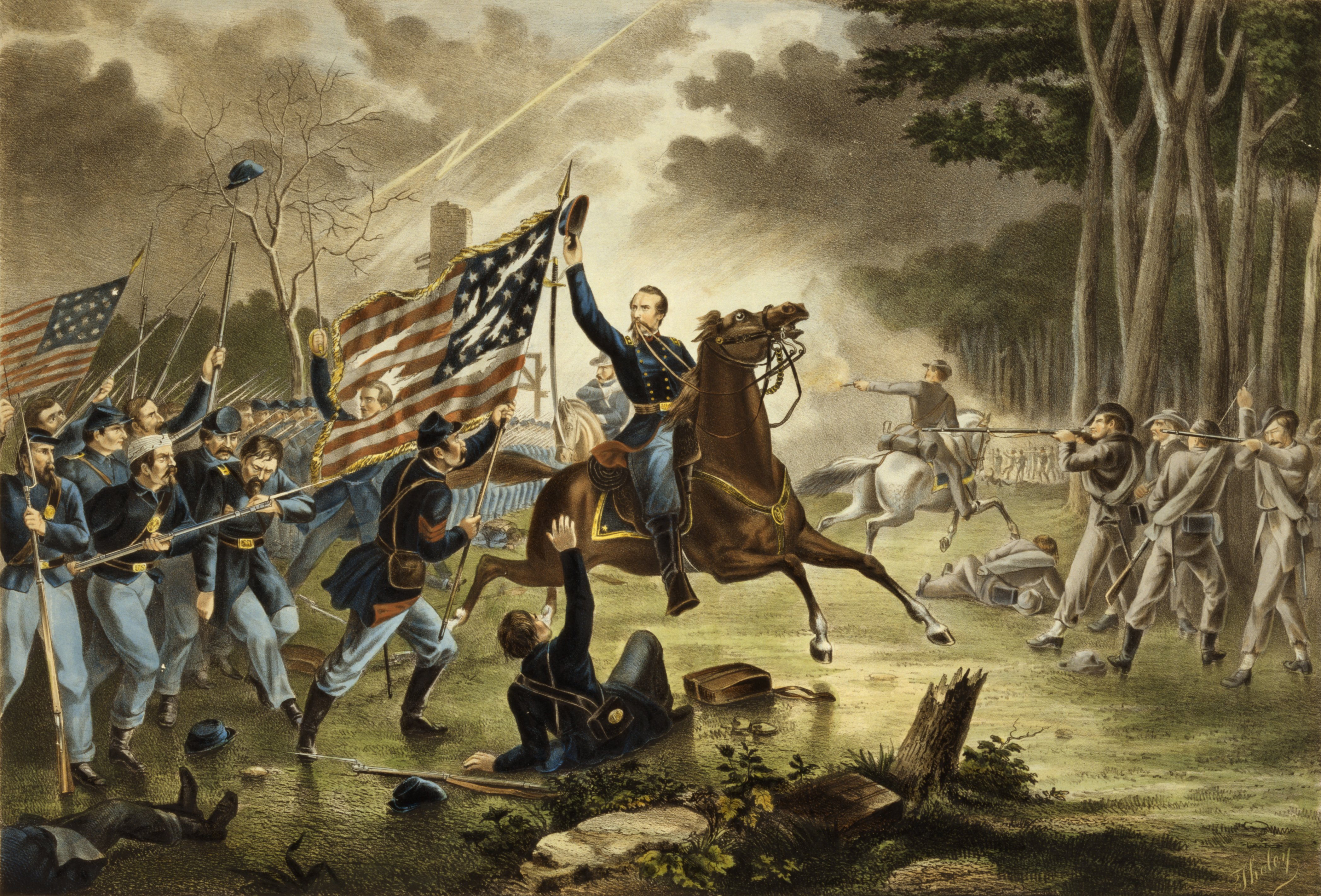
南北戦争、シャンティリーの戦い（1862年）

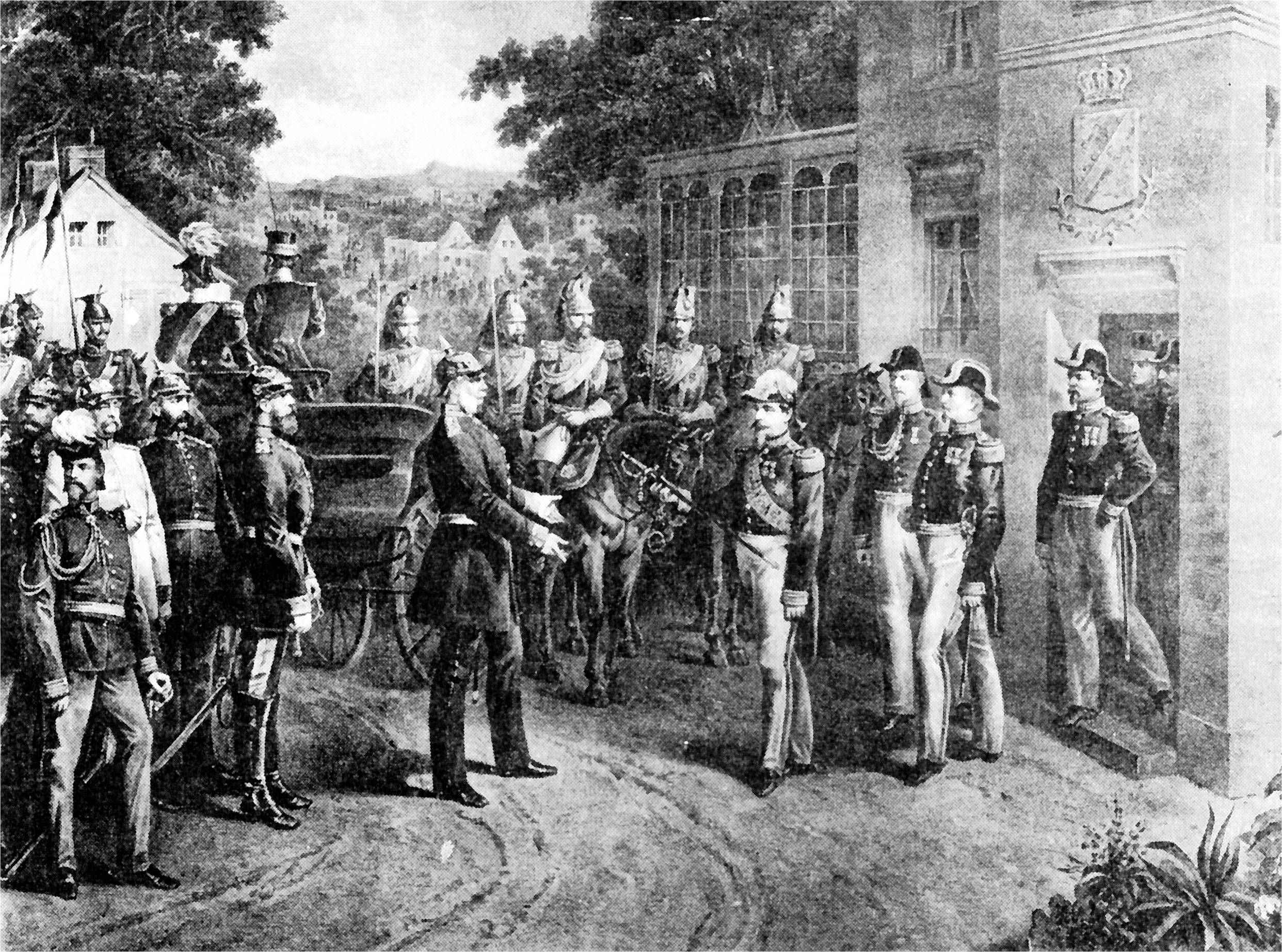
普仏戦争、セダンの戦い（1870年）。ナポレオン3世が捕虜となる。

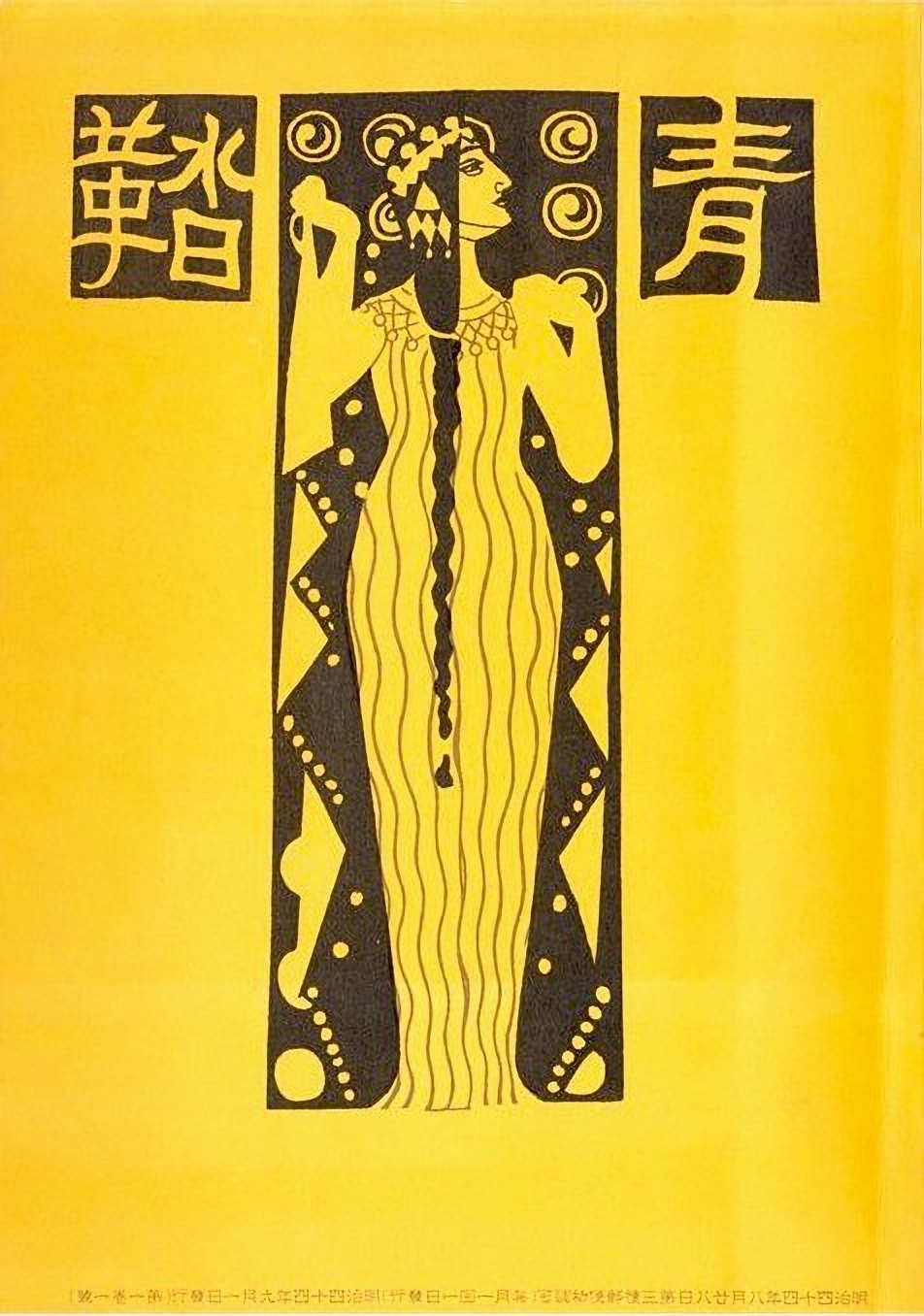
文芸雑誌『青鞜』創刊（1911年）。

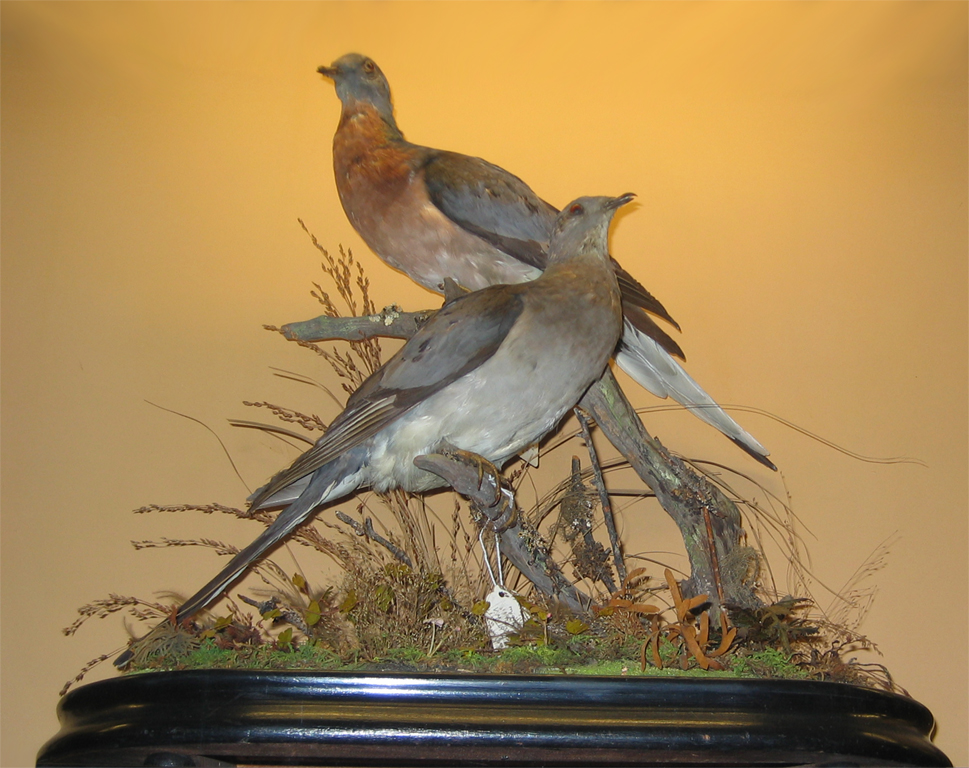
リョコウバト絶滅（1914年）。18世紀には北米に50億羽が生息していた。

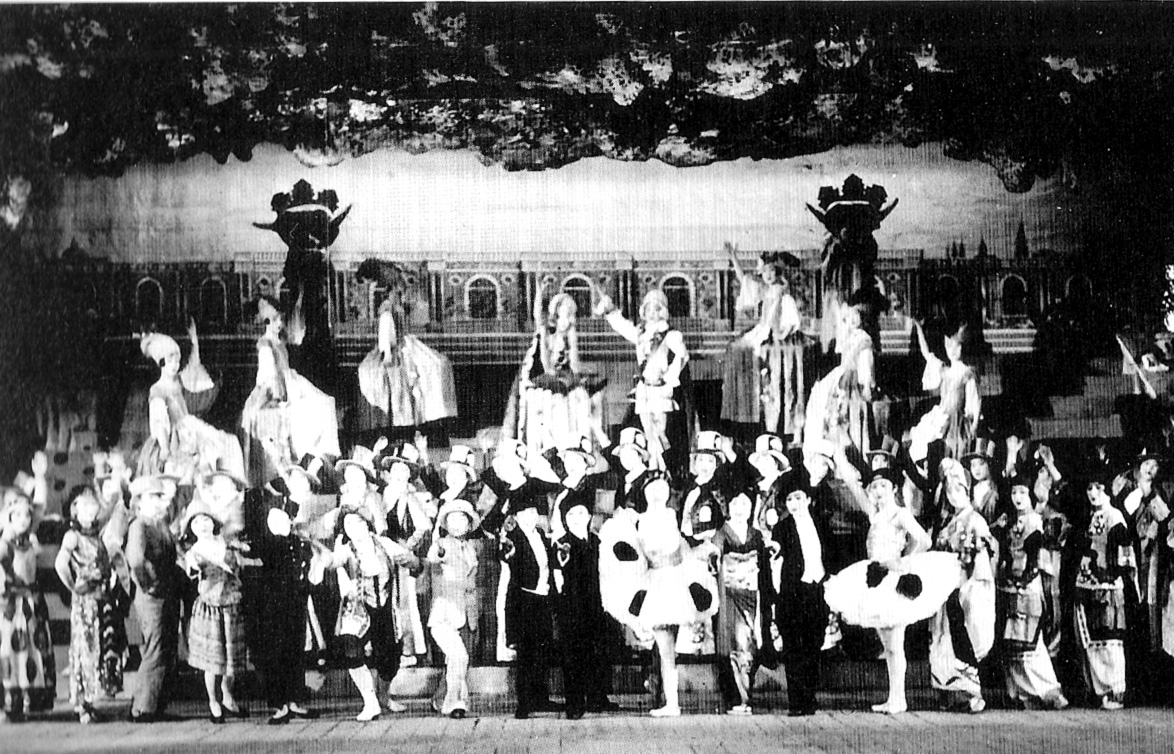
宝塚歌劇団、日本初のレヴュー『モン・パリ』上演（1927年）。画像は1928年のもの

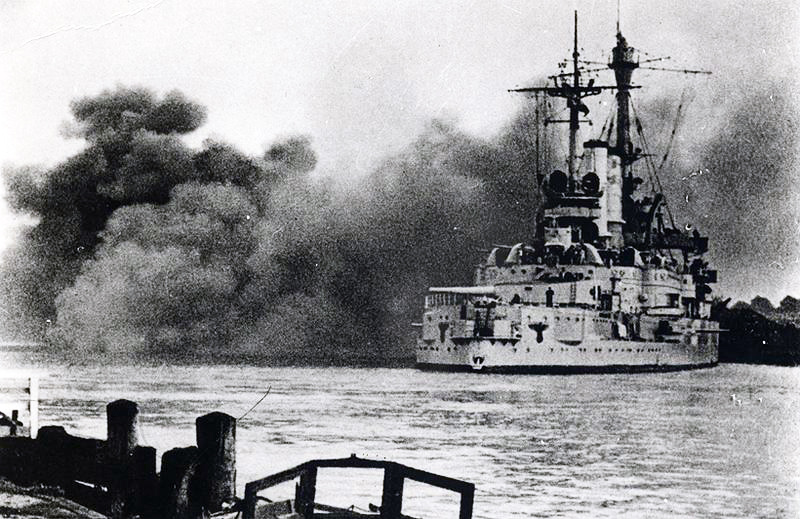
ドイツがポーランドに侵攻（1939年）、第二次世界大戦勃発

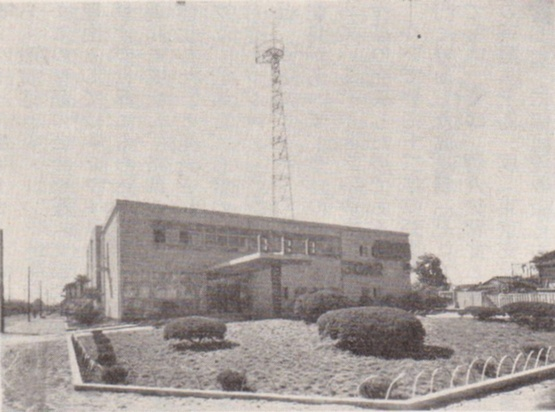
日本で初めて民間放送の第一声を発した中部日本放送（ラジオ事業は現在のCBCラジオ）の開局当時の社屋（1951年）

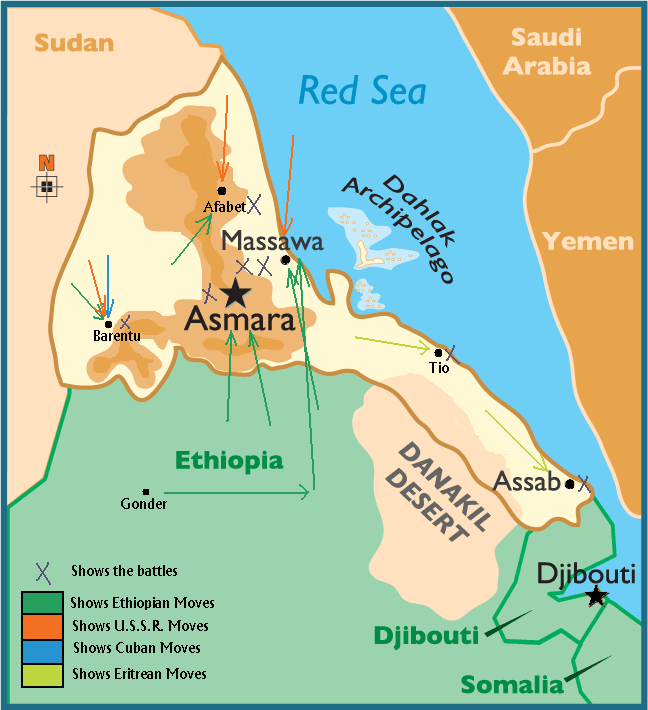
エリトリア独立戦争勃発（1961年）

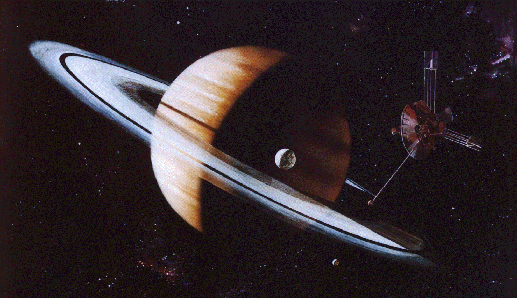
探査機パイオニア11号（1979年）、土星に最接近。画像はイメージ画

| 元始、女性は実に太陽であつた。真正の人であつた。今、女性は月である。他に依つて生き、他の光によつて輝く、病人のやうな蒼白い顔の月である。――平塚らいてうの巻頭言 |

- 1173年 - 神聖ローマ皇帝フリードリヒ1世の軍によって包囲されていたアンコーナのスタミラ（Stamira）が、市外に設置された爆弾を起爆してフリードリヒの軍を攻撃するために単身市外へ出撃、起爆した爆弾によりスタミラは死亡し後にイタリアのナショナリズム運動の一環で英雄と見なされる。
- 1189年（文治5年7月19日） - 源頼朝が奥州平泉の藤原泰衡追討のために鎌倉を出発。
- 1203年（建仁3年7月24日） - 仏師運慶・快慶が東大寺金剛力士像の造立を開始。
- 1420年 - チリのアタカマ州でM9.4のカルデラ地震（1420 Caldera earthquake）、ハワイや日本にも津波が到達する。
- 1435年 - リトアニアの内戦最後の戦闘パバイスカスの戦いが行われジーギマンタスの軍勢が勝利。
- 1449年（正統14年8月15日） - 土木の変、オイラトのエセンが正統帝（英宗）を捕らえる。
- 1529年 - スペインがアルゼンチンに建設した最初の砦であるサンクティ・スピリトゥ（Sancti Spiritu）が原住民によって破壊される。
- 1604年 - シク教の聖典グル・グラント・サーヒブが黄金寺院に設置される。
- 1615年（元和元年7月9日） - 江戸幕府が、豊臣秀吉を祭神として祀る豊国神社の破却を命令。
- 1644年 - ティパミュアの戦い（Battle of Tippermuir）。
- 1715年 - フランス王ルイ14世が、ヨーロッパの君主では最長となる在位期間72年と110日で死去。
- 1772年 - ミッション・サン・ルイス・オビスポ・デ・トロサ（Mission San Luis Obispo de Tolosa）がカリフォルニア州サンルイスオビスポに設立される。
- 1774年 - アメリカ独立戦争: チューセッツ湾にて「パウダー・アラーム（英語版）」が起こる。
- 1790年（寛政2年7月22日） - 浦上一番崩れ。肥前国浦上村の村民19人がキリシタンとして初めて検挙。
- 1804年 - ドイツの天文学者カール・ハーディングが3番目の小惑星「ジュノー」を発見。
- 1831年 - 教皇グレゴリウス16世が教皇書簡「Quod Summis」により大聖グレゴリウス勲章を設立。
- 1862年 - 南北戦争: シャンティリーの戦い。
- 1870年 - 普仏戦争: セダンの戦い。プロイセン王国が完勝。フランス皇帝ナポレオン3世が捕虜となり、フランス第二帝政が終焉へ。
- 1873年 - ズールー王国最後の国王セテワヨ・カムパンデが即位。
- 1889年 - 山陽鉄道・神戸駅 - 兵庫駅が（現在の山陽本線）延伸開業し、神戸で官設鉄道（現在の東海道本線）と接続。
- 1891年 - 日本鉄道本線上野駅 - 青森駅間（現在の東北本線）が全通。
- 1894年 - 第4回衆議院議員総選挙。
- 1896年 - 官設鉄道・新橋駅 - 神戸駅（現東海道本線）で急行列車の運行を開始。
- 1899年 - 北海道官設鉄道十勝線・旭川駅 - 美瑛駅（現在の富良野線）が開業。
- 1904年 - 与謝野晶子が『明星』で長詩『君死にたまふことなかれ』を発表。
- 1905年 - 日本の有力新聞各紙がポーツマス条約の内容を不服とした記事や社説を掲載する。
- 1907年 - 三越大阪店に百貨店初の美術部「新美術部」が創設される。
- 1910年 - ブラジル・サンパウロでサッカークラブ「SCコリンチャンス・パウリスタ」が創設される。
- 1911年 - 平塚らいてうらが文芸雑誌『青鞜』を創刊。創刊号には「元始、女性は太陽であつた」という平塚の宣言が載せられた。
- 1913年 - 南京事件。袁世凱軍が南京を占領し中国第二革命を鎮圧。占領時に在留日本人3名が殺害される。
- 1914年 - シンシナティ動物園で飼育されていた最後のリョコウバトのマーサが死亡し絶滅。
- 1916年 - 日本初の労働法「工場法」が施行。児童労働の制限や女性の労働時間を制限する規定などが盛り込まれた[1]。
- 1921年 - 大塚製薬工場（大塚グループの源流会社）設立
- 1923年 - 関東地震（関東大震災）発生。
- 1923年 - フランク・ロイド・ライトの設計による帝国ホテル新館の開館式。祝宴の準備中に関東地震が起こるが建物は無傷。
- 1927年 - 宝塚少女歌劇団が日本初のレビュー『モン・パリ』を上演。
- 1928年 - アルバニア共和国で憲法改正が行われ、アフメト・ベイ・ゾグー大統領がゾグー1世として国王に即位。
- 1931年 - 清水トンネルの開通に伴い上越線が全通。
- 1935年 - 第一回芥川賞・直木賞発表。
- 1939年 - 第二次世界大戦: ドイツが突如ポーランドに侵攻。これに対してイギリスとフランスが3日に宣戦し、第二次世界大戦が勃発。
- 1939年 - 日本で初の興亜奉公日を実施。
- 1939年 - ドイツ軍で最終版となる鉄十字の制定。
- 1939年 - スイス議会がアンリ・ギザンをスイス軍の総司令官に選出する。
- 1939年 - T4作戦開始の署名をヒトラーが行う。
- 1940年 - 大阪朝日新聞と東京朝日新聞が題字を「朝日新聞」に統一。
- 1941年 - ウクライナのオストロフでナチスがホロコースト、2500人のユダヤ人が虐殺される。
- 1942年 - 愛知県の2大ブロック紙・新愛知と名古屋新聞が合併、「中部日本新聞」（現：中日新聞）発刊。
- 1946年 - ギリシアで人民投票により王政を支持。
- 1947年 - 日本で労働省が発足。山川菊栄が婦人少年局長に就任し、日本初の女性局長となる。
- 1951年 - 日本初の民間放送ラジオ、中部日本放送（CBC、現在のラジオ事業は株式会社CBCラジオが運営）、新日本放送（NJB、現・毎日放送=MBSメディアホールディングス、現在のラジオ事業は株式会社MBSラジオが運営）が開局。
- 1951年 - オーストラリア、ニュージーランド、アメリカ合衆国が太平洋安全保障条約 (ANZUS) に調印。
- 1952年 - ヘミングウェイの小説『老人と海』の初版が刊行。
- 1953年 - トルコのアンカラにケマル・アタチュルクの棺を安置したアタチュルク廟が完成。
- 1953年 - ラジオ高知（現・高知放送）開局。
- 1955年 - 日本で初めて五十円硬貨を発行。
- 1959年 - 岩手放送（現・IBC岩手放送）のテレビジョン放送開局。
- 1961年 - エリトリア独立戦争が始まる。
- 1961年 - 非同盟運動の第1回会議がベオグラードで行われる。
- 1961年 - TWA 529便墜落事故（英語版）、離陸直後に墜落した航空機において搭乗していた78人全員が死亡、単一の航空機による事故としてはアメリカ史上最悪。
- 1962年 - 広島テレビ放送が開局。
- 1963年 - 国鉄が自動列車停止装置（ATS）の使用開始。
- 1964年 - 村上雅則がサンフランシスコ・ジャイアンツで登板。初の日本人メジャーリーガーとなる。
- 1964年 - 10月の東京オリンピックに合わせ、東京・赤坂にホテルニューオータニ、芝に東京プリンスホテルが開業。
- 1967年 - 四日市ぜんそくの患者が四日市石油コンビナートの企業6社を相手に提訴。1972年に原告勝訴。
- 1967年 - ハルツーム決議が第4回アラブ首脳会談で採択される。
- 1969年 - リビアで国王イドリース1世の外遊中にムアンマル・アル＝カッザーフィーらが無血クーデター。国王を退位させ共和国を宣言。
- 1970年 - 広中平祐が数学のフィールズ賞を受賞。日本人で二人目[2]。
- 1971年 - オープン懸賞広告規制施行（2006年廃止）。
- 1974年 - 実験航海中の原子力船「むつ」で放射線漏れ事故が発生。母港大湊港のあるむつ市で帰港反対運動が起き、10月15日まで太平洋上を漂流。
- 1979年 - NASAの惑星探査機「パイオニア11号」が土星に最接近。
- 1981年 - 中央アフリカで国軍参謀総長アンドレ・コリンバがクーデター。ダヴィド・ダッコ大統領が亡命。
- 1981年 - 九州の大手スーパー・ユニードとダイエーの子会社の九州ダイエーが経営統合、ユニードが存続会社となる。
- 1982年 - アメリカ空軍に宇宙軍団創設。
- 1982年 - メキシコが国内すべての銀行の国有化を発表。
- 1983年 - 冷戦: 大韓航空機撃墜事件。ソ連の領空を侵犯した大韓航空機をソ連防空軍が撃墜し、269人全員死亡。
- 1983年 - テレビ愛知（TVA）が開局（全国で100局目の民放テレビ局）。
- 1984年 - 沖縄県のラジオ局・極東放送、社名を「エフエム沖縄」に変更。同日より「FM沖縄」として放送開始。
- 1985年 - 1912年に沈没したタイタニック号が北大西洋沖で発見される。
- 1989年 - ジャスコ（現・イオン）を中核とするジャスコグループが、グループの名称を「イオングループ」に改称。
- 1991年 - ウズベキスタンがソビエト連邦からの独立を宣言。
- 1991年 - 世界陸上東京大会の男子マラソンで谷口浩美が世界陸上において日本人初の金メダルを獲得。
- 1991年 - 西日本旅客鉄道七尾線・七尾駅（和倉温泉駅） - 輪島駅間をのと鉄道に事業譲渡。
- 1993年 - エフエム九州（現・CROSS FM）開局。
- 1993年 - 気象庁は沖縄県、奄美地方以外の梅雨明けを特定せずとした。
- 1997年 - フィンランドで州の大規模改革。全12州が全6州へと統合。
- 2000年 - 三宅島の火山活動の活発化により、全住民に島外への避難指示が発令。
- 2001年 - 歌舞伎町ビル火災発生で44人死亡。日本で戦後5番目の大惨事に。
- 2004年 - ロシア・北オセチア共和国でベスラン学校占拠事件が起こる（ - 3日）。人質の生徒ら千人以上が死傷。
- 2004年 - 浅間山が噴火。
- 2004年 - 北朝鮮金正日総書記の第4夫人高英姫の死亡が発覚。
- 2006年 - イランエアツアーズ945便着陸失敗事故。
- 2006年 - ルクセンブルクが世界で初めてデジタルテレビ放送に完全移行。
- 2007年 - 西日本旅客鉄道が広島、岡山地区にICカード乗車券「ICOCA」を導入。
- 2007年 - 世界陸上大阪の男子50キロ競歩で、コースマーシャルが残り周回数を間違え山崎勇喜をスタジアムに誘導し、同選手が失格となる事件が起こる。
- 2007年 - 広島東洋カープの前田智徳外野手が、中日ドラゴンズ戦で久本祐一投手から右翼へ2点適時打を放ち、史上36人目の通算2000本安打を達成。
- 2008年 - 福田康夫首相が突然の辞任を表明。
- 2009年 - 消費者庁発足。
- 2013年 - 宮崎駿の監督引退をスタジオジブリが発表。
- 2014年 - 株式会社損害保険ジャパンと日本興亜損害保険株式会社が合併し、損害保険ジャパン日本興亜株式会社が発足。
- 2016年 - ファミリーマートとユニーが経営統合、ユニー・ファミリーマートホールディングスが誕生。
- 2016年 - ヤマザキナビスコがヤマザキビスケットに社名を変更。
- 2017年 - 創価学会総務会及び創価学会インタナショナル常任理事会・理事会で会憲の制定を議決。
- 2019年 - 全日空が、日系の航空会社としては初めて西オーストラリア州に就航。成田国際空港発パース空港行きのNH881便とNH882便が当フライトに該当する。
- 2019年 - ハリケーン・ドリアンがバハマに来襲。
- 2021年 - これまで使われていた福澤諭吉の肖像を使用した1万円札に代わる、渋沢栄一の肖像を使用した新1万円札の印刷がスタート。
- 2023年 - 内閣感染症危機管理統括庁発足。

### 日本の自治体改編
- 1906年 - 三重県宇治山田市（後に伊勢市に改称）が市制施行。
- 1911年 - 新潟県高田市（現 上越市の一部）が市制施行。
- 1917年 - 東京都八王子市が市制施行。
- 1921年 - 愛知県一宮市が市制施行。
- 1924年 - 福島県郡山市、福岡県戸畑市（現 戸畑区）が市制施行。
- 1939年 - 茨城県日立市が市制施行。
- 1940年 - 長崎県諌早市、熊本県八代市が市制施行。
- 1949年 - 鹿児島県枕崎市が市制施行。
- 1951年 - 兵庫県赤穂市が市制施行。
- 1954年 - 埼玉県羽生市、千葉県東葛市（同年中に柏市に改称）、福井県勝山市、広島県大竹市、愛媛県大洲市が市制施行。
- 1956年 - 政令指定都市制度施行。神奈川県横浜市・愛知県名古屋市・京都府京都市・大阪府大阪市・兵庫県神戸市が政令指定都市となる。
- 1956年 - 奈良県桜井市、大阪府和泉市が市制施行。
- 1958年 - 青森県三沢市が市制施行。
- 1959年 - 青森県大湊田名部市（翌年むつ市に改称）が市制施行。
- 1970年 - 愛知県大府市・知多市が市制施行。
- 1971年 - 千葉県君津市・富津市・鎌ケ谷市が市制施行。
- 1976年 - 埼玉県坂戸市が市制施行。
- 1991年 - 埼玉県鶴ヶ島市が市制施行。
- 1995年 - 茨城県鹿嶋市が市制施行。東京都秋川市と西多摩郡五日市町が合併してあきる野市が発足。
- 1996年 - 北海道北広島市・石狩市が市制施行。
- 2003年 - 長野県更埴市ほか2町が合併して千曲市が発足。
- 2004年 - 山梨県甲斐市が市制施行。
- 2005年 - 岩手県八幡平市、新潟県胎内市が市制施行。

## 誕生日

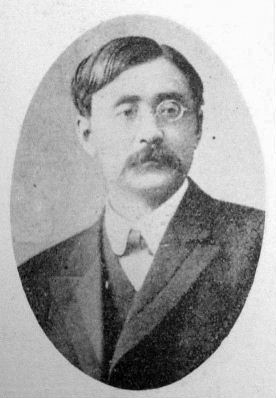
農学者・教育者、新渡戸稲造(1862-1933)誕生

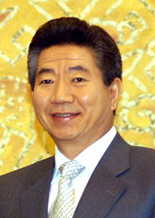
大韓民国第16代大統領、盧武鉉(1946-2009)

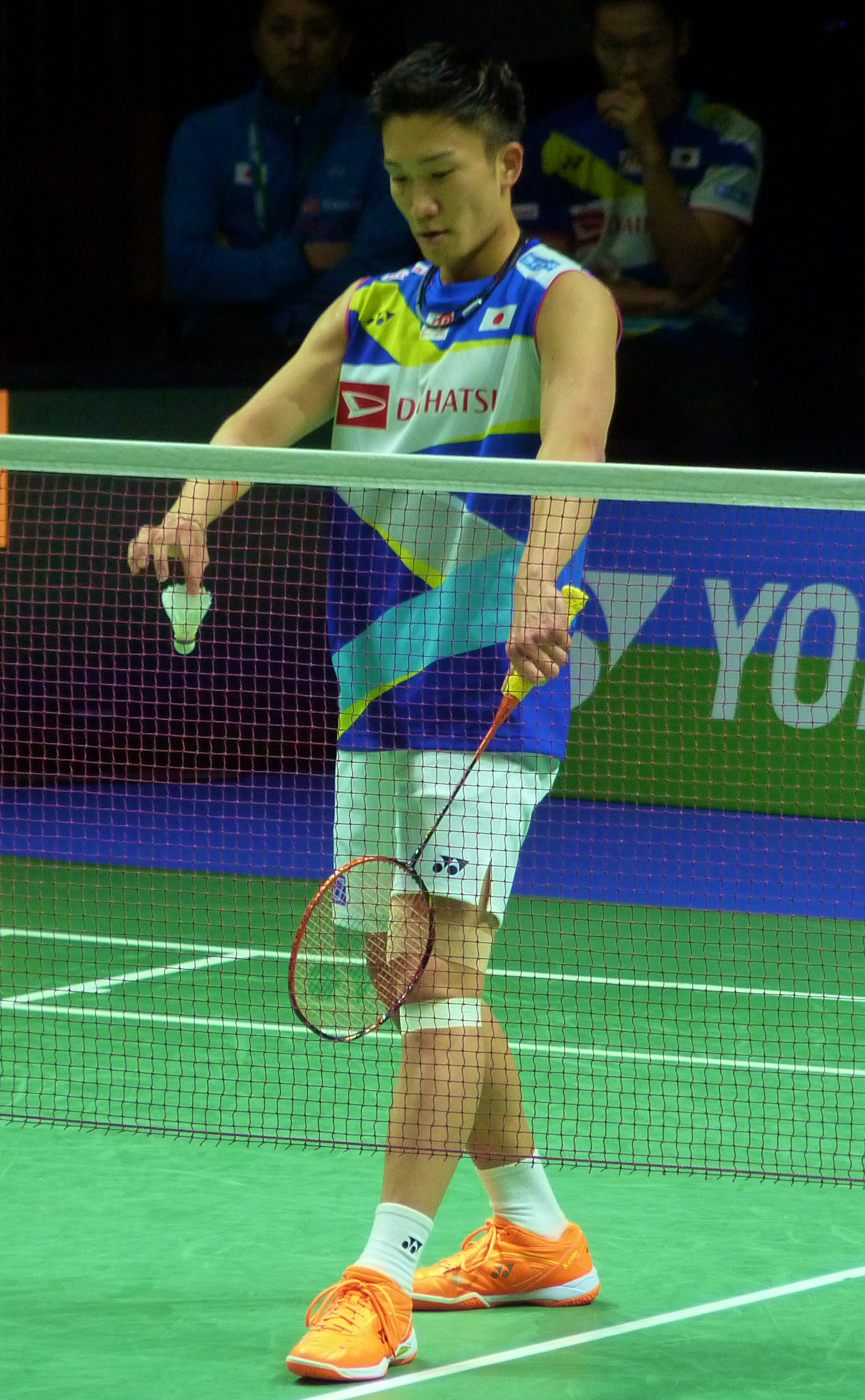
バドミントン選手、桃田賢斗(1994-)誕生。

- 948年（天禄2年7月25日） - 景宗、遼の皇帝（+ 982年）
- 1145年 - イブン・ジュバイル、旅行家（+ 1217年）
- 1286年 - リクサ・エルジュビェタ、ボヘミア・ポーランド王妃（+ 1335年）
- 1341年 - フェデリーコ3世、シチリア王（+ 1377年）
- 1453年 - ゴンサロ・フェルナンデス・デ・コルドバ（+ 1515年）
- 1529年 - タッデオ・ツッカリ、画家（+ 1566年）
- 1588年 - コンデ公アンリ2世（+ 1646年）
- 1601年（慶長6年8月5日） - 松平直政、大名、出雲松江藩初代藩主（+ 1666年）
- 1629年（寛永6年7月14日） - 松平頼元、大名、常陸額田藩初代藩主（+ 1693年）
- 1641年（寛永18年7月26日） - 中川久恒、大名、豊後岡藩第4代藩主（+ 1695年）
- 1647年 - アンナ・ソフィー・ア・ダンマーク（+ 1717年）
- 1652年（承応元年7月29日） - 加藤明英、大名、下野壬生藩初代藩主（+ 1712年）
- 1653年 - ヨハン・パッヘルベル、作曲家（+ 1706年）
- 1711年 - ウィレム4世、オラニエ公（+ 1751年）
- 1723年（享保8年8月2日） - 三浦梅園、思想家、自然哲学者（+ 1789年）
- 1800年 - ジュゼッペ・ガブリエル・バルサモ＝クリヴェリ、植物学者（+ 1874年）
- 1818年（文政元年8月1日） - 伊達宗城、第8代宇和島藩主（+ 1892年）
- 1850年 - ジム・オルーク、元プロ野球選手（+ 1919年）
- 1862年（文久2年8月8日） - 新渡戸稲造、教育者（+ 1933年）
- 1864年（元治元年8月1日） - 明石元二郎、陸軍軍人（+ 1919年）
- 1875年 - エドガー・ライス・バローズ、小説家（+ 1950年）
- 1878年 - トゥリオ・セラフィン、指揮者（+ 1968年）
- 1878年 - 真山青果、劇作家、小説家（+ 1948年）
- 1885年 - 吉岡信敬、記者（+ 1940年）
- 1889年 - 国吉康雄、画家（+ 1953年）
- 1889年 - 白井喬二、時代小説作家（+ 1980年）
- 1891年 - 呂運弘、政治家（+ 1973年）
- 1896年 - シモン・バレル、ピアニスト（+ 1951年）
- 1898年 - 田崎広助、洋画家（+ 1984年）
- 1898年 - 藤浦洸、作詞家、詩人（+ 1979年）
- 1902年 - カジミェシュ・ドンブロフスキ、精神科医（+ 1980年）
- 1903年 - 後藤はつの、画家（+ 2017年）
- 1904年 - 幸田文、小説家（+ 1990年）
- 1905年 - チャウ・セン・コクサル・チュム、政治家、第40代カンボジア首相（+ 2009年）
- 1906年 - ホアキン・バラゲール、政治家、第39代ドミニカ共和国大統領（+ 2002年）
- 1906年 - エリナー・ヒバート、作家（+ 1993年）
- 1906年 - アーサー・ロウ、サッカー選手（+ 1993年）
- 1907年 - ウォルター・ルーサー、アメリカ合衆国の労働運動・公民権運動指導者、全米自動車労働組合会長（+ 1970年）[3]
- 1910年 - 水谷則一、元プロ野球選手（+ 1984年）
- 1910年 - 近藤ミネ、スーパーセンテナリアン・日本国内最高齢者だった人物（+ 2025年）
- 1912年 - 青柴憲一、元プロ野球選手（+ 1945年）
- 1912年 - 西村正夫、元プロ野球選手（+ 2002年）
- 1916年 - ドロシー・バンディ、テニス選手（+ 2014年）
- 1919年 - 森国五郎、元プロ野球選手（+ 1945年）
- 1920年 - リチャード・ファーンズワース、俳優（+ 2000年）
- 1921年 - 西沢道夫、元プロ野球選手、監督（+ 1977年）
- 1922年 - イヴォンヌ・デ・カーロ、女優（+ 2007年）
- 1922年 - ヴィットリオ・ガスマン、俳優（+ 2000年）
- 1923年 - ロッキー・マルシアノ、ボクサー（+ 1969年）
- 1925年 - 荒川宗一、元プロ野球選手（+ 2010年）
- 1925年 - アート・ペッパー、サクソフォニスト（+ 1982年）
- 1926年 - フランコ・グッリ、ヴァイオリニスト（+ 2001年）
- 1926年 - 石井ふく子、テレビプロデューサー
- 1927年 - 木内昭胤、外交官
- 1928年 - ジョージ・マハリス、俳優（+ 2023年）
- 1929年 - 若山富三郎、映画俳優（+ 1992年）
- 1929年 - マッドドッグ・バション、プロレスラー（+ 2013年）
- 1931年 - 徳永喜久夫、元プロ野球選手
- 1933年 - 今井洋行、元プロ野球選手
- 1933年 - ジーン・ハリス、ジャズピアニスト（+ 2000年）
- 1935年 - 小澤征爾、指揮者（+ 2024年）
- 1935年 - 松下三郎、柔道家（+ 2020年）
- 1935年 - ガイ・ロジャース、バスケットボール選手（+ 2001年）
- 1936年 - ヴァレリー・レガソフ、化学者（+ 1988年）
- 1937年 - 河原主尚、元プロ野球選手
- 1938年 - アラン・ダーショウィッツ、弁護士
- 1939年 - リリー・トムリン、女優
- 1940年 - ヤシャル・ビュユクアヌト、第25代トルコ共和国参謀総長（+ 2019年）
- 1940年 - フランコ・ビトッシ、自転車競技選手
- 1940年 - 花園ひろみ、女優
- 1941年 - ユリア・ヴァラディ、ソプラノ歌手
- 1942年 - C・J・チェリイ、SF・ファンタジー作家
- 1944年 - 金野昭次、元スキージャンプ選手（+ 2019年）
- 1944年 - レナード・スラットキン、指揮者
- 1945年 - アブド・ラッボ・マンスール・ハーディー、政治家、第2代イエメン大統領
- 1945年 - 青木和雄 、タレント、元アナウンサー
- 1946年（旧暦8月6日） - 盧武鉉、政治家、第16代大韓民国大統領（+ 2009年）
- 1946年 - バリー・ギブ、ミュージシャン（ビージーズ）
- 1946年 - 佐々木誠吾、元プロ野球選手
- 1947年 - 三船和子、演歌歌手
- 1948年 - 外山博、元プロ野球選手
- 1948年 - ラス・カンケル、ドラマー
- 1949年 - ギャリー・マドックス、元プロ野球選手
- 1950年 - ミハイル・フラトコフ、第7代ロシア連邦首相
- 1951年 - 石田祝稔、政治家
- 1952年 - マイケル・マッシー、俳優（+ 2016年）
- 1952年 - 菅野詩朗、アナウンサー
- 1953年 - 伊井直行、小説家
- 1955年 - ビリー・ブランクス、エクササイズ指導者、格闘家、俳優
- 1956年 - 張豊毅、俳優
- 1956年 - ヴィニー・ジョンソン、バスケットボール選手
- 1957年 - グロリア・エステファン、歌手
- 1957年 - 山内和宏、元プロ野球選手
- 1958年 - アーミ・アーヴィッコ、歌手（+ 2002年）
- 1958年 - 米光亮、作曲家、編曲家
- 1959年 - 大堀薫、ミュージシャン（元BLUEW）
- 1959年 - 真田豊実、マジシャン
- 1960年 - ジョセフ・ウィリアムズ、シンガーソングライター、ミュージシャン
- 1961年 - クラッシャー・バンバン・ビガロ、プロレスラー
- 1962年 - 飯塚富司、元プロ野球選手
- 1962年 - 高橋ヒロ、テディベアアーティスト、アートディレクター、アートコンシェルジュ©
- 1962年 - 依田栄二、元プロ野球選手
- 1962年 - ルート・フリット、元サッカー選手、指導者
- 1964年 - ルイス・ロペス、元プロ野球選手
- 1964年 - デビッド・ウエスト、元プロ野球選手（+ 2022年）
- 1964年 - キキ・ラーマース、画家
- 1965年 - さねよしいさ子、歌手
- 1965年 - 中谷忠己、元プロ野球選手
- 1966年 - 青田浩子、元タレント
- 1966年 - セッド・ジニアス、プロレスラー
- 1966年 - 上澤津孝、歌手（wface、元MAGIC）
- 1966年 - ティム・ハーダウェイ、元バスケットボール選手
- 1967年 - 渡邊晃一、福島大学 教授
- 1967年 - 中村繁之、タレント、俳優
- 1967年 - 安藤真裕、アニメーション監督
- 1968年 - 湯屋敦子、女優、声優
- 1968年 - 杉本大成、プロ野球審判員
- 1970年 - 玉越博幸、漫画家
- 1970年 - 木村龍治、元プロ野球選手
- 1970年 - 秋野由美子、NHKアナウンサー
- 1970年 - 新垣隆、作曲家、指揮者
- 1971年 - 浅見祐一、ゲームクリエイター
- 1971年 - 豊田和貴、ミュージシャン（SOPHIA）
- 1971年 - 本田英志、プロ野球審判員
- 1971年 - 吉田みどり、元アナウンサー
- 1971年 - 松本勝也、競艇選手（+ 2020年[4]）
- 1972年 - 土田晃之、お笑いタレント（元U-turn）
- 1972年 - 渡部陽一、戦場カメラマン、フォトジャーナリスト
- 1972年 - 今林久弥、俳優
- 1973年 - 三浦理恵子、女優（元CoCo）
- 1974年 - 山本寛、アニメーション演出家
- 1975年 - 河本邦弘、声優
- 1976年 - 土肥義弘、元プロ野球選手
- 1976年 - 福西崇史、元サッカー選手
- 1978年 - 中島沙樹、声優
- 1978年 - 山﨑貴弘、元プロ野球選手
- 1979年 - 三上真司、元プロ野球選手
- 1979年 - しみけん、元AV男優
- 1980年 - 赤田将吾、元プロ野球選手
- 1980年 - 町田恵、元タレント、元アイドル（元チェキッ娘）
- 1981年 - 森下千里、タレント
- 1981年 - 堀江守弘、スキーオリエンテーリング選手
- 1981年 - エマ＝ジェーン・ウィルソン、騎手
- 1981年 - マイケル・メイス、卓球選手
- 1981年 - 山田キヌヲ、女優
- 1982年 - ジェフリー・バトル、フィギュアスケート選手
- 1982年 - 仲澤忠厚、元プロ野球選手
- 1982年 - 高木純平、元サッカー選手
- 1983年 - アレックス・ラミレス・ジュニア、元プロ野球選手
- 1983年 - ホセ・アントニオ・レジェス、サッカー選手（+ 2019年）
- 1984年 - 平岡祐太、俳優
- 1985年 - ジャスミン・アレン、タレント
- 1985年 - 中町公祐、サッカー選手
- 1986年 - 浅木一華、ファッションモデル
- 1987年 - トレイボン・ロビンソン、プロ野球選手
- 1987年 - ショーン・オサリバン、プロ野球選手
- 1988年 - 石山泰稚、プロ野球選手
- 1988年 - エスクデロ・セルヒオ、サッカー選手
- 1988年 - 金園英学、元サッカー選手
- 1989年 - 島袋涼平、元プロ野球選手
- 1990年 - 宮河マヤ、ファッションモデル、タレント
- 1990年 - 磯部夏紀、バスケットボール選手
- 1990年 - イブラヒマ・バルデ、サッカー選手
- 1991年 - 小林公太、元プロ野球選手
- 1991年 - 九里亜蓮、プロ野球選手
- 1991年 - 赤﨑秀平、サッカー選手
- 1992年 - 松田修平、声優
- 1993年 - 今永昇太、プロ野球選手
- 1994年 - 宮下遥、バレーボール選手
- 1994年 - 桃田賢斗、バドミントン選手
- 1994年 - ビアンカ・ライアン、歌手
- 1994年 - リディアン・ロペス、陸上競技選手
- 1994年 - カルロス・サインツJr.、レーシングドライバー
- 1994年 - 櫻岡駿、陸上選手
- 1995年 - 鈴木理子、女優
- 1995年 - 児山祐斗、元プロ野球選手
- 1995年 - 中山来未、女優、歌手
- 1996年 - ゼンデイヤ、女優、歌手、ダンサー
- 1997年 - チョン・ジョングク、アイドル、歌手
- 1997年 - 小原美南、元野球選手
- 1998年 - 若松来海、声優
- 1999年 - 石田龍之進、プロアイスホッケー選手
- 1999年 - 篠見星奈、グラビアアイドル
- 1999年 - 高野大河、声優
- 2000年 - 醍醐虎汰朗、俳優
- 2000年 - 佐藤新、俳優、歌手（IMP.、元IMPACTors）
- 2000年 - 畠田瞳、元体操競技選手
- 2002年 - 近藤翔耶、ラグビー選手
- 2003年 - ユジン、アイドル（IVE、元IZ*ONE）
- 2003年 - 山片瞳、サッカー選手
- 2007年 - 松本わかな、歌手、アイドル（アンジュルム）
- 2009年 - 鎌田英怜奈、女優
- 生年不明 - 長門三照、声優
- 生年不明 - 鹿瀬ハジメ[5]、声優
- 生年不明 - 藤城リエ、歌手、作詞家、モデル

## 忌日

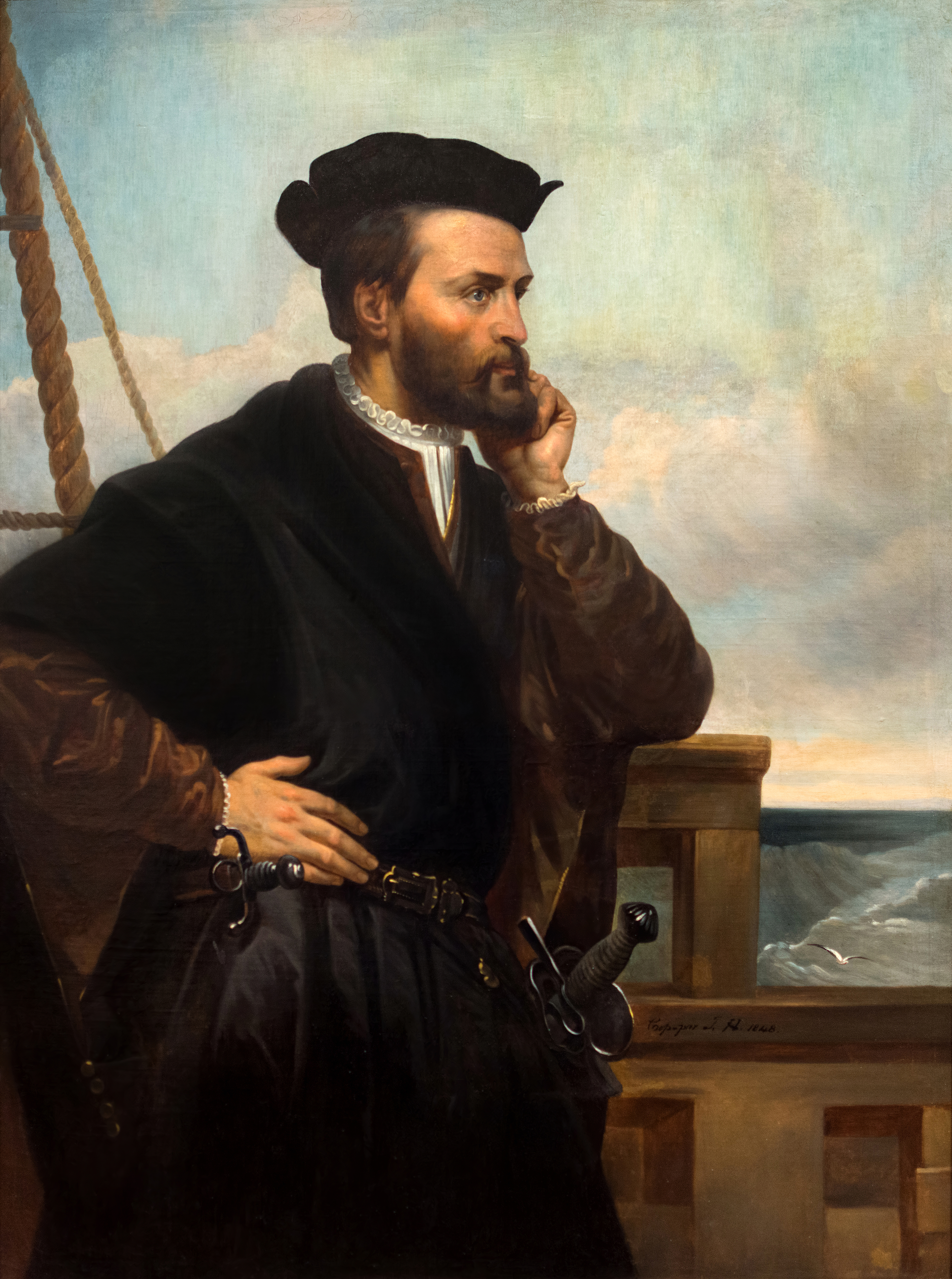
探検家ジャック・カルティエ(1491-1557)没。カナダの名付け親

- 683年（天武天皇12年8月5日） - 大伴吹負、飛鳥時代の豪族
- 1067年 - ボードゥアン5世、フランドル伯（* 1012年）
- 1198年 - ドゥルセ・ベレンゲル・デ・バルセロナ、ポルトガル王サンシュ1世の妃（* 1152年）
- 1204年（元久元年8月4日） - 宇都宮朝綱、鎌倉時代の武将（* 1122年）
- 1256年（康元元年8月11日） - 藤原頼経、鎌倉幕府第4代将軍、摂家将軍（* 1218年）
- 1343年（興国4年/康永2年8月12日） - 多田頼貞、南北朝時代の武将
- 1409年（応永16年7月22日） - 足利満兼、室町幕府第3代鎌倉公方（* 1378年）
- 1502年（文亀2年7月30日） - 宗祇、室町時代の連歌師（* 1421年）
- 1557年 - ジャック・カルティエ、探検家（* 1491年）
- 1600年 - タデアーシュ・ハーイェク、天文学者（* 1525年）
- 1648年 - マラン・メルセンヌ、数学者（* 1588年）
- 1654年（承応3年7月20日） - 伏見宮邦道親王、江戸時代の皇族（* 1641年）
- 1687年 - ヘンリー・モア、哲学者（* 1614年）
- 1715年 - ルイ14世、フランス国王（* 1638年）
- 1733年（享保18年7月23日） - 戸田氏定、大垣藩主（* 1657年）
- 1797年（寛政9年閏7月11日） - 日厳、大石寺第42世法主（* 1748年）
- 1814年 - エリク・トゥリンドベリ、作曲家（* 1761年）
- 1838年 - ウィリアム・クラーク、探検家（* 1770年）
- 1857年（安政4年7月13日） - 東條一堂、儒学者（* 1778年）
- 1862年（文久2年8月8日） - 熊谷直好、歌人（* 1782年）
- 1870年 - ヨーゼフ・フォン・マッファイ、鉄道技術者、J.A.マッファイ創業者（* 1790年）
- 1872年 - アル・サーク、野球選手（* 1849年）
- 1878年 - 牧野忠恭、越後長岡藩主（* 1824年）
- 1881年 - 梨本宮守脩親王、皇族（* 1819年）
- 1893年 - 細川護久、熊本藩知事（* 1839年）
- 1898年 - 田崎草雲、南画家（* 1815年）
- 1906年 - ジュゼッペ・ジャコーザ、詩人、劇作家、オペラ台本作家（* 1847年）
- 1912年 - サミュエル・コールリッジ＝テイラー、作曲家（* 1875年）
- 1915年 - 井上馨、元老（* 1835年）
- 1922年 - エドモンド・レイトン、画家（* 1853年）
- 1923年 - 松岡康毅、農商務大臣（* 1846年）
- 1923年 - 武彦王妃佐紀子女王、皇族（* 1903年）
- 1923年 - 寛子女王、皇族（* 1906年）
- 1923年 - 師正王、皇族（* 1918年）
- 1923年 - 富田木歩、俳人（* 1897年）
- 1931年 - アンドリュー・セス、哲学者（* 1856年）
- 1934年 - 竹久夢二、画家（* 1884年）
- 1950年 - 原田慶吉、法学者（* 1903年）
- 1951年 - ヴォルス、画家（* 1913年）
- 1951年 - ビル・クレム、メジャーリーグ審判（* 1874年）
- 1952年 - 小杉天外、小説家（* 1865年）
- 1953年 - ジャック・ティボー、ヴァイオリニスト（* 1880年）
- 1957年 - ヴィルヘルム・ヌセルト、物理学者（* 1882年）
- 1957年 - 鈴鹿栄、軟式野球ボールの開発者（* 1888年）
- 1957年 - デニス・ブレイン、ホルン奏者（* 1921年）
- 1961年 - エーロ・サーリネン、建築家（* 1910年）
- 1966年 - 森弘太郎、元プロ野球選手（* 1915年）
- 1967年 - イルゼ・コッホ、ナチス・ドイツの強制収容所看守（* 1906年）
- 1969年 - 坂倉準三、建築家（* 1904年）
- 1970年 - フランソワ・モーリアック、小説家（* 1885年）
- 1972年 - 川上澄生、版画家（* 1895年）
- 1975年 - 松本彦七郎、考古学者（* 1887年）
- 1975年 - 杉狂児、歌手、俳優（* 1903年）
- 1981年 - アルベルト・シュペーア、ナチス・ドイツの軍需相、建築家（* 1905年）
- 1982年 - ハスケル・カリー、数学者（* 1900年）
- 1982年 - ヴワディスワフ・ゴムウカ、ポーランドの指導者（* 1905年）
- 1982年 - クリフォード・カーゾン、ピアニスト（* 1907年）
- 1983年 - ヘンリー・M・ジャクソン、アメリカ合衆国上院議員（* 1912年）
- 1984年 - 伊奈努[6]、元プロ野球選手（* 1934年）
- 1985年 - ステファン・ベロフ、F1レーサー（* 1957年）
- 1987年 - 松久朋琳、仏師（* 1901年）
- 1988年 - ルイ・アルヴァレ、物理学者（* 1911年）
- 1988年 - 並木輝男、元プロ野球選手（* 1938年）
- 1989年 - A・バートレット・ジアマッティ、ナショナルリーグ会長（* 1938年）
- 1989年 - カジミエシュ・デイナ、サッカー選手（* 1947年）
- 1990年 - エドウィン・O・ライシャワー、歴史家、外交官（* 1910年）
- 1990年 - バスター・アダムズ、野球選手（* 1915年）
- 1991年 - 外山義明、元プロ野球選手（* 1947年）
- 1996年 - ヴァン・ホルンボー、作曲家（* 1909年）
- 1999年 - W・リチャード・スティーヴンス、UNIX・TCP/IP技術書の著作家（* 1951年）
- 2002年 - 今井澄、学生運動家、医師、民主党参議院議員（* 1939年）
- 2003年 - ジャック・スマイト、映画監督（* 1926年）
- 2005年 - 居村眞二、漫画家（* 1949年）
- 2006年 - 佐伯千仭、刑法学者、立命館大学名誉教授、弁護士（* 1907年）
- 2006年 - 名和弓雄、時代考証家、武道家（* 1912年）
- 2006年 - 小林久三、小説家（* 1935年）
- 2008年 - ドン・ラフォンティーヌ、声優（* 1940年）
- 2008年 - オデッド・シュラム、数学者（* 1961年）
- 2010年 - 若乃花幹士 (初代)、大相撲45代横綱、年寄10代二子山、6代日本相撲協会理事長（* 1928年）
- 2011年 - 大場啓二、政治家、元東京都世田谷区長（* 1923年）
- 2012年 - 菊池孝[7]、スポーツジャーナリスト、格闘技コラムニスト、プロレス評論家（* 1932年）
- 2012年 - ハル・デイヴィッド[8]、作詞家（* 1921年）
- 2013年 - トミー・モリソン[9]、プロボクサー（* 1969年）
- 2015年 - 中平卓馬、写真家（* 1938年）
- 2019年 - 佛坂泰治、医師、元日本海軍軍医（* 1919年）
- 2019年 - ラドミル・エリシュカ、指揮者（* 1931年）
- 2019年 - 伊藤雅治、官僚、医師（* 1942年）
- 2020年 - 竹内常一、教育学者（* 1935年）
- 2020年 - 﨑田喜美枝、ファッションデザイン研究者、学校法人関西女子学園理事長、元宝塚大学学長（* 1935年）
- 2020年 - マモル・マヌー、ドラマー、歌手（ザ・ゴールデン・カップス）（* 1949年）
- 2020年 - イアン・ミッチェル、ミュージシャン（元ベイ・シティ・ローラーズ）（* 1958年）
- 2021年 - 内橋克人、経済評論家（* 1932年）
- 2021年 - 阿保郁夫、タンゴ歌手、音楽プロデューサー（* 1937年）
- 2021年 - キャロル・フラン、ブルース歌手、ピアニスト（* 1933年）
- 2021年 - 折田育造、音楽ディレクター、元ポリドール社長（* 1941年）
- 2021年 - 布施孝之、実業家、キリンビール社長（* 1960年）
- 2022年 - 高田一郎、舞台美術家（* 1929年）
- 2022年 - ケニス・ウェルニッケ、航空宇宙技術者（* 1932年）
- 2022年 - 諸角憲一、俳優、声優（* 1955年）
- 2023年 - レイモンド・モリヤマ、建築家、都市計画家（* 1929年）
- 2023年 - 中村正三郎、政治家（* 1934年）
- 2023年 - ジミー・バフェット、歌手、作曲家、作家、映画監督（* 1946年）
- 2023年 - ビル・リチャードソン、政治家（* 1947年）
- 2024年 - 小林深緑郎、ラグビージャーナリスト (* 1949年)
- 2024年 - 佐々涼子、ノンフィクション作家（* 1968年）

## 記念日・年中行事

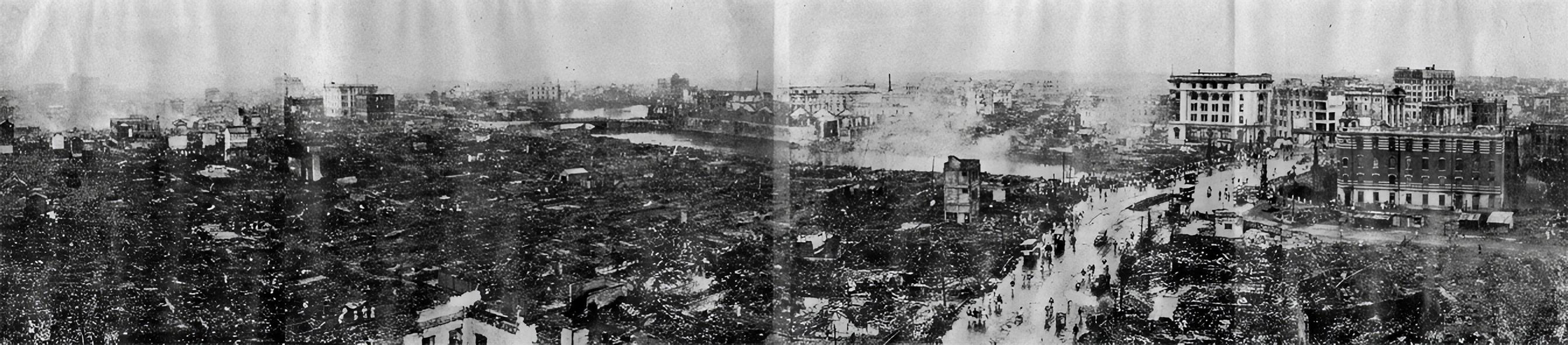
関東大震災(1923年)。画像は京橋の第一相互ビルヂング屋上より見た日本橋および神田方面

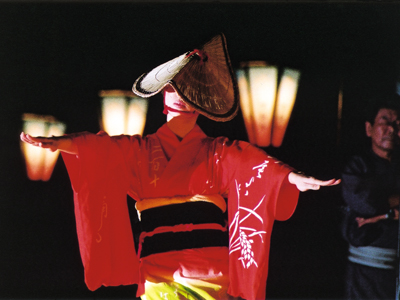
おわら風の盆

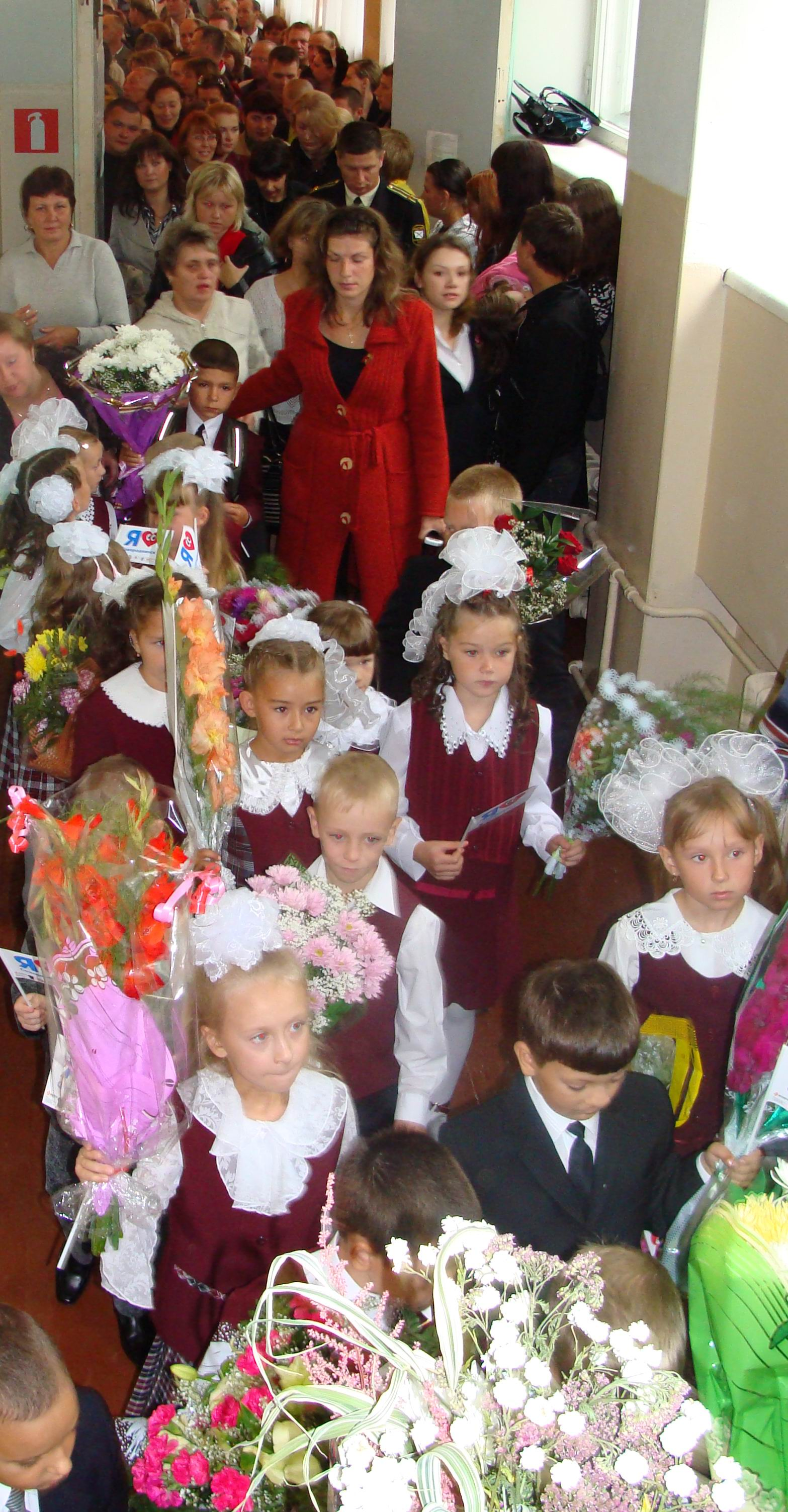
ロシアの「知識の日」

- 防災の日[10]（ 日本）
1923年9月1日に発生した関東大震災を忘れることなく災害に備えようと、伊勢湾台風襲来の翌年である1960年に閣議決定で制定。
- 二百十日（ 日本）
立春から数えて210日目の日。台風襲来の時期であるため、農家にとっての厄日。2021年から2056年までは西暦の年を4で割った余りが2または3の年において、この日が二百十日となる。
- おわら風の盆（ 日本富山県富山市（旧八尾町）、9月3日まで）
- 独立記念日（ ウズベキスタン）
1991年のこの日、ウズベキスタンがソビエト連邦からの独立を宣言したことを記念する祝日。
- 憲法記念日（ スロバキア）
1992年のこの日、スロバキア共和国憲法制定が制定されたことを記念する祝日。
- 知識の日（ロシア語版、英語版）（ ロシアおよび旧ソビエト連邦諸国）
ロシアおよび旧ソビエト連邦諸国の学校年度の始まり。教師に花などを贈り各種行事が催される。
- 教師の日（ シンガポール）
シンガポールの学校の休日。教師の日のイベントは前日に行われ、授業は午前中のみとなる。
- 教会暦の最初の日（正教会）
- くいの日（ 日本）
東日本基礎工業協同組合が1993年に制定。日付は「く(9)い(1)」（杭）の語呂合わせから[11]。
- キウイの日（ 日本）
キウイの輸入を行っているゼスプリインターナショナルジャパンが制定。日付は「キュー(9)イ(1)」の語呂合わせから[12]。
- レビュー記念日（ 日本）
1927年のこの日、宝塚少女歌劇団が日本初のレビュー『モン・パリ』の初演を行ったことを記念して宝塚歌劇団が1988年に制定[13]。
- だじゃれの日（ 日本）
2014年のこの日に設立した一般社団法人日本だじゃれ活用協会が制定。「ク(9)リエイティブ」かつ「イ(1)ンパクト」がある「だじゃれ」は、人と人とのコミュニケーションをより豊かなものにしてくれる無形文化遊具であり、「だじゃれ」が秘める無限の「吸(9)引(1)力」を活かし、生活に彩りと潤いをもたらすことで、世の中に「救(9)い(1)」を届けたいとの願いが込められている[14]。
- 国際霊長類の日（英語版）[15]
  - 2005年にイギリスを拠点とする国際動物愛護団体のアニマル・ディフェンダーズ・インターナショナル（英語版）（ADI）[16]が霊長類の保護・保全のために制定した記念日。

## その他
- 9月1日問題 - 日本では、2015年までの40年間で18歳以下の者の自殺が1年で最も多い日が9月1日であることが判明した[17]。